# 鈴鹿賽道稻生車站
鈴鹿賽道稻生車站（日语：／ Suzuka-sākitto-inō eki */?）是一位於日本三重縣鈴鹿市稻生西2丁目，隸屬於伊勢鐵道的鐵路車站，是伊勢鐵道所屬的伊勢線之沿線車站。1973年車站啟用時，原名稻生車站，直到1987年該路線由日本國鐵移交給第三部門鐵路業者伊勢鐵道時，才隨之更改為目前的站名。

## 簡介
鈴鹿賽道稻生車站在平日只是一個使用率非常低的無人車站，但由於本站是離日本知名的賽車場——鈴鹿賽道（鈴鹿サーキット）——最近的鐵路車站（徒步約20分鐘），因此每當該賽場有舉辦活動時，就會湧入大量的人潮，其中又以每年在該賽道所舉行的一級方程式賽車日本大獎賽最為重要（日本大獎賽在2007年以前都是以鈴鹿賽道作為比賽場地，但從2009年起開始採用與富士國際賽車場（Fuji International Speedway）輪流舉行的方式運作）。在比賽期間伊勢鐵道除了在該站設置臨時售票亭、補票所與公共廁所之外，也會開辦臨時特急列車「鈴鹿F1號」（鈴鹿グランプリ），往返於本站與名古屋車站之間。

## 車站
對向式月台2面2線，位於盛土上的高架車站。只設有月台而沒有站舍。上下線月台的入口分離，各月台均有直接樓梯。一方的月台前往其一方的月台需要通過軌道下方的通道。

### 月台配置
| 月台     | 路線    | 方向 | 目的地           |
| -------- | ------- | ---- | ---------------- |
| （西側） | ■伊勢線 | 上行 | 鈴鹿、四日市方向 |
| （東側） | ■伊勢線 | 下行 | 津方向           |

## 相鄰車站
伊勢鐵道
伊勢線
■快速「三重」
通過（舉辦賽車時臨時停靠）
■普通
玉垣（5）－鈴鹿賽道稻生（6）－德田（7）

## 外部連結
- （日語）鈴鹿賽道稻生車站（伊勢鐵道） （页面存档备份，存于）

1. ↑  曽根悟（監修）. 朝日新聞出版分冊百科編集部（編集） , 编. . 週刊朝日百科. 26号 長良川鉄道・明知鉄道・樽見鉄道・三岐鉄道・伊勢鉄道. 朝日新聞出版. 2011-09-18: 22・28頁.